# Richard Dansky
Richard "Rich" Dansky es escritor y diseñador de juegos de ordenador y de rol.

## Educación y vida tempranas
A finales de la década de 1980 y principios de la de 1990, Dansky asistió a la Universidad de Wesleyan en Middletown, Connecticut. También fue el maestro de juego de una partida de Villains y Vigilantes de larga duración (que incluyó brevemente a Jonathan Woodward como jugador).

## Carrera
Richard Dansky trabajó durante cuatro años como desarrollador de juegos para White Wolf, Inc. donde trabajó como desarrollador en juegos como Wraith: The Oblivion y Vampire: The Dark Ages. También trabajó en las líneas de juegos Mind's Eye Theatre, Kindred of the East y Orpheus. Ha escrito, diseñado o contribuido a más de cien libros de rol. También se le atribuye la creación de la camiseta humorística que reza "Don't Tell Me About Your Character" (No me hables de tu personaje), [cita requerida] una referencia al hábito que tienen muchos entusiastas de los juegos de rol de hablar largo y tendido sobre sus personajes. Sus escritos también han aparecido en fuentes como Green Man Review y Lovecraft Studies.
Vive en Durham, Carolina del Norte, donde trabaja para Red Storm Entertainment como "Director de Diseño", además de ejercer como "Escritor Central de Clancy" para Ubisoft. Ha colaborado en videojuegos de series como Splinter Cell: Double Agent y Rainbow Six: Black Arrow. También ha colaborado en Tom Clancy's Ghost Recon, Far Cry y Blazing Angels, además de ayudar a diseñar el escenario del nuevo universo de Might and Magic.
Dansky ha publicado cuatro novelas de enlace con los medios de comunicación a través de White Wolf, incluyendo la novela del clan Lasombra y la Trilogía de la Segunda Edad para Exalted. También ha escrito ficción original, incluyendo la novela Shadows In Green de Yard Dog Press y Firefly Rain que saldrá en 2008. En la actualidad, forma parte del colectivo de bloggers Storytellers Unplugged, además de ser uno de los ejecutivos del Grupo de Interés Especial de Escritores de la IGDA. En 2007 contribuyó con el capítulo inicial de Game Writing: Narrative Skills for Videogames junto con otros miembros del Grupo de Interés Especial de Escritores de la IGDA.
Su tocayo, Rich Dansky, aparece como personaje de jugador en el escenario "And I Feel Fine", de Geoffrey C. Grabowski, que se publicó en el libro de consulta One Shots para Unknown Armies. La versión ficticia de Dansky se describe como "un académico bohemio que vive la vida sencilla del administrador de un parque de caravanas". Otra autora de juegos de rol, Rebecca Sean Borgstrom, también aparece como personaje jugador en el mismo escenario.